# 馬爾卡拉區
馬爾卡拉區（西班牙語：Distrito de Marcará），是秘魯的一個區，位於該國北部安卡什大區的卡爾瓦斯省，始建於1905年10月6日，面積157.49平方公里，海拔高度2,726米，2005年人口8,879，人口密度為每平方公里56人。